# 莫仁
莫仁（1970年—），為臺灣玄幻小說作家，是台北縣（今新北市）人。於1993年自東海大學物理系畢業，曾於文教事業教書以及成為其公司負責人。於1998年網路小說初起的年代，以自學的物理學知識及其想像力創作了其成名作品《星戰英雄》和《星路迷蹤》，而其《噩盡島》系列作品更長踞網路書店暢銷排行榜。
2010年12月底獲得“博客來2010年度暢銷作家”華文的Top10。
據2018年國家圖書館所作的調查顯示，莫仁作品《噩盡島》位列奇幻與驚悚小說排行榜首。

## 作品特色
無元世紀系列
內容包含了架空歷史小說的元素，擁有架空世界年表，也包含科幻小說中對於科技的想像。延伸出對於人工智能（合成人）與人類（自然人）相處的思考。
融合了天文學的知識，探討空間與時間的關係，設定不同的時空關聯穿插於小說之中，以獨樹一格的故事架構有無之爭。
包含了有神話與古老傳說的內容設定，延伸出橫跨數個世紀的故事，主要為配合貼近一般人生活的愛情故事。
獨創的武學系統，有西方魔幻小說的魔法系統元素、東方修真小說中成仙的內功系統元素，再把武俠小說的武術、氣功等等不同的系統融鑄於一爐，再配合科學化的架空世界觀，使得一切的想像有了合理化的解釋。也開創出一種結合武俠、奇幻，科幻，魔幻的全新題材，因而成為當時的暢銷書。
都市幻想系列
起初是想寫一個人、妖共存世界的某個故事。但認為整個世界的變化和設定不免需要篇幅來交代，就改變方向寫出這個世界是如何改變的故事；作者覺得描寫世界末日的作品不少，但通常都是寫到世界末日為止，或者從末日後開始創造架空世界，從末日前寫到末日後的似乎並不多，所以拿這個設定當成挑戰。
故第一部是從世界發生變化，仙凡重合開始，一直寫到存活的人類如何找到立足之地。
而第二部是世界末日後，人妖共存的故事。

## 主要作品

### 武俠系列
- 《翠杖玉球》（全5冊）出版商：萬象圖書；1999年2月

莫仁的武俠作品故事。

### 無元世紀系列
本傳
- 《人生如夢》（計畫中）

二十一世紀初，最後的傳承者去除噬能飛霧與少年無祖改變傳承者產生方法的故事。
- 《風起雲湧》（計畫中）

無元世紀初期，無祖第八弟子與其他弟子率領自然人與合成人爭鬥的故事。
- 《移獵蠻荒》（全25冊）出版商：蓋亞文化；2002年8月

合成人式微時期，地球分為數大勢力，各方勢力征戰到最後聯邦誕生的故事。
- 《星戰英雄》（全10冊）出版商：萬象圖書；1998年12月

發生星際戰爭舉世驚變，投入軍旅的學子消弭戰爭延續無祖傳承任務的故事。
- 《星路迷蹤》（全13冊）出版商：萬象圖書；1999年7月

星戰英雄續集，戰爭英雄完成傳承任務並且終結當世動亂的故事。
外傳
- 《夢華傳說》（全22冊）出版商：獅鷲文化；2000年8月

人類與其他種族在異空間夢幻星所建立的國度所發生的傳說故事。
其他
- 《異世遊》（全5冊）出版商：蓋亞文化；2008年7月

描述現代人穿越到平行宇宙的異世界，往來遊走於其間各大勢力紛擾的故事。
- 《遁能時代》（全5冊）出版商：蓋亞文化；2009年2月

遁能！新時代能源的象徵，越來越多人成為超凡脫俗的遁能者。它究竟是神的賜與還是惡魔的呼喚？一場高次元的鬥爭故事。

### 都市幻想系列
- 《噩盡島》（全13冊）出版商：蓋亞文化；2009年10月~2010年9月

描述沈洛年如何遭逢奇遇，並捲入仙凡兩界重合為一的一連串事件。
封面人物:

第一集 沈洛年(背景 西地高中)
第二集 瑪蓮
第三集 葉瑋珊
第四集 賴一心
第五集 懷真(背景 噩盡島)
第六集 奇雅
第七集 山芷.羽霽.燄丹[簡稱 三小<非髒話>]
第八集 吳配睿
第九集 沈洛年.狄純.凱布利(背景 噩盡島上空)
第十集 張志文.侯添良.黃宗儒
第十一集 沈洛年.翔彩(背景 寓鼠群)
第十二集 劉巧雯(背景 蛟龍浮殿.歲安城)
第十三集 沈洛年.懷真(愛無悔)
- 《噩盡島II》（全11冊）出版商：蓋亞文化；2010年10月~2011年11月

描述沈洛年如何遭逢奇遇，並捲入仙凡兩界重合為一的一連串事件。
封面人物:

第一集 沈洛年.凱布利.艾露.蝶兒(背景 擎天塔)
第二集 狄韻.赤濤
第三集 山芷.羽霽
第四集 黃清嬿
第五集 杜勒斯.飛絮
第六集 燄丹.燄華
第七集 張如鴻.蔣杰(背景 牛頭人)
第八集 沈洛年.凱布利(背景 龍宮內宮.仿仙界入口)
第九集 懷真(背景 稚嬉堂)
第十集 敖歡.赤濤(背景 歲安城)
第十一集 沈洛年(背景 噩盡島.骨靈.浮島)

## 腳注
1. 1 2 3  . 新頭殼newtalk. 2018-03-02  [2018-10-03]. （原始内容存档于2018-10-04）.
2. ↑  .   [2010-12-29]. （原始内容存档于2013-07-20）.
3. ↑  《噩盡島》13書末後記

## 外部連結
- 莫仁館 - 作品留言討論區
- 蓋亞讀樂網 - 莫仁作家專區
- 蓋亞文化官方部落閣 - 新作資訊消息 （页面存档备份，存于）